# St. Laurentius (Bischoffingen)

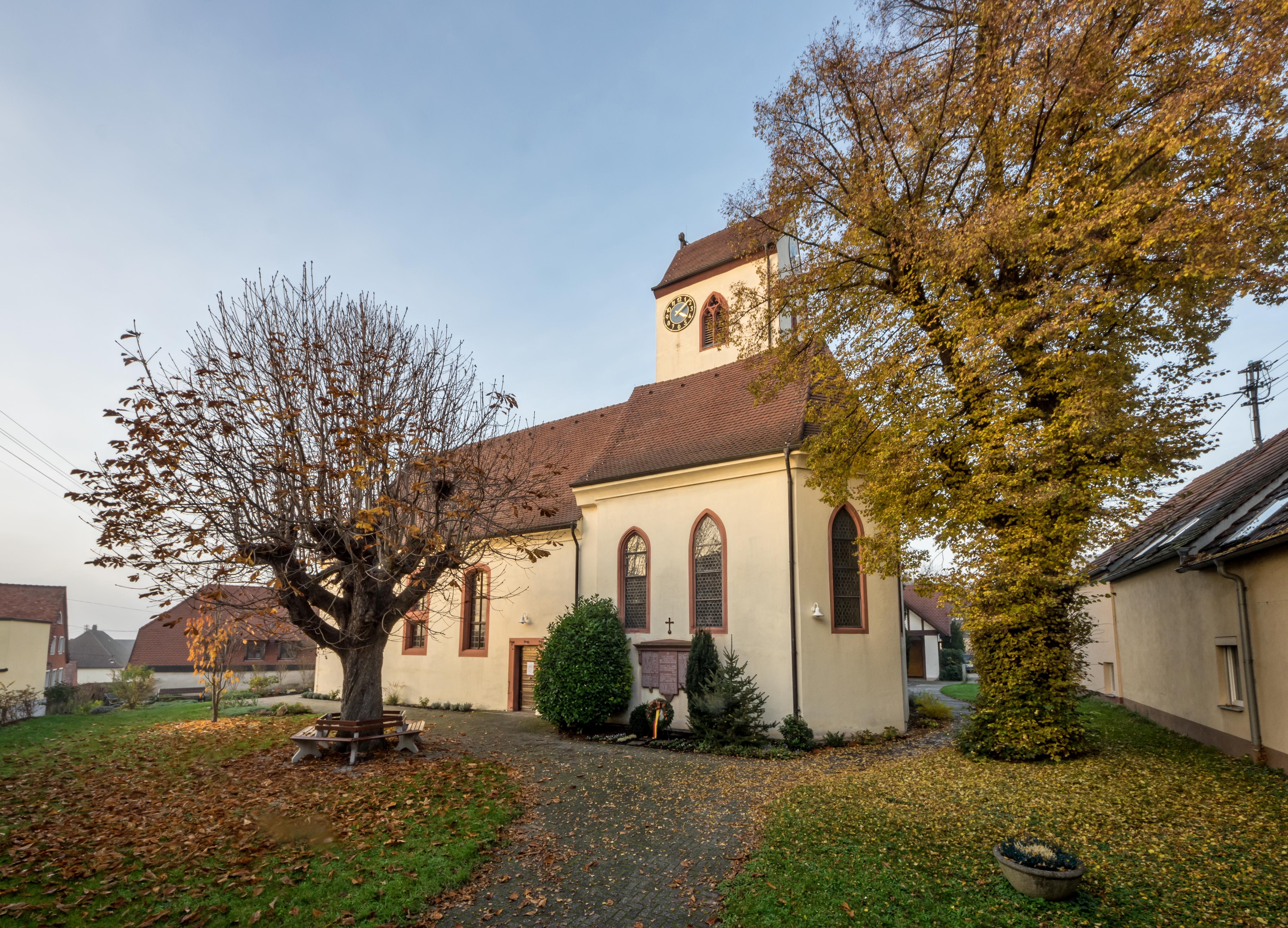
St. Laurentius von Südost

St. Laurentius ist die Kirche der Evangelischen Kirchengemeinde St. Laurentius von Bischoffingen, einem Ortsteil der Stadt Vogtsburg im Kaiserstuhl. Die Kirchengemeinde gehört zum Evangelischen Kirchenbezirk Breisgau-Hochschwarzwald der Evangelischen Landeskirche in Baden. Die Kirche ist besonders ihrer spätgotischen Wandgemälde wegen bekannt.

## Kirchengeschichte
Der Ort, schon in alemannischer Zeit besiedelt, kam durch Schenkung Kaiser Heinrichs II. an das Hochstift Basel. In einer Urkunde Bischof Adaleros II. wird er 1010 als Piscofigin erstmals erwähnt. Eine päpstliche Urkunde von 1139 bestätigte die Rechte des Fürstbistums und nennt erstmals die Pfarrkirche St. Laurentius. Vögte der Basler Bischöfe waren die Üsenberger, Erbschenken des Basler Bistums. Als die Üsenberger 1379 ausstarben, ging die Vogtei an die Markgrafen von Baden-Hachberg über, die sie an die badische Seitenlinie der Markgrafen von Baden-Durlach vererbten. Diese dynastische Entwicklung hatte eine kirchengeschichtliche Konsequenz: Markgraf Karl II. von Baden-Durlach führte in seinen Ländern 1556 gemäß dem Augsburger Religionsfrieden das lutherische Bekenntnis ein, und mit der Markgrafschaft blieb Bischoffingen trotz einer kurzen Rekatholisierung unter Jakob III. von Baden-Hachberg letztlich evangelisch-lutherisch. Bei der ersten Kirchenvisitation nach 1556 stimmte die Gemeinde der Reformation zu. Karl II. „erwarb sich darüber hinaus große Verdienste um sein Land, in dem er <...> wichtige Verordnungen gegen Trunksucht, Fluchen, Schwören, Untreue und Betrug erließ.“ Die Kirche St. Mauritius im südöstlich benachbarten Oberbergen war ursprünglich eine Filiale von Bischoffingen. Die Unterstellung endete mit der Reformation, weil das habsburgische Oberbergen katholisch blieb.
2002 beschloss die Bischoffinger evangelische Gemeinde, den alten Namen „St. Laurentius“ für sich und ihr Kirchengebäude wieder aufzunehmen.

## Baugeschichte

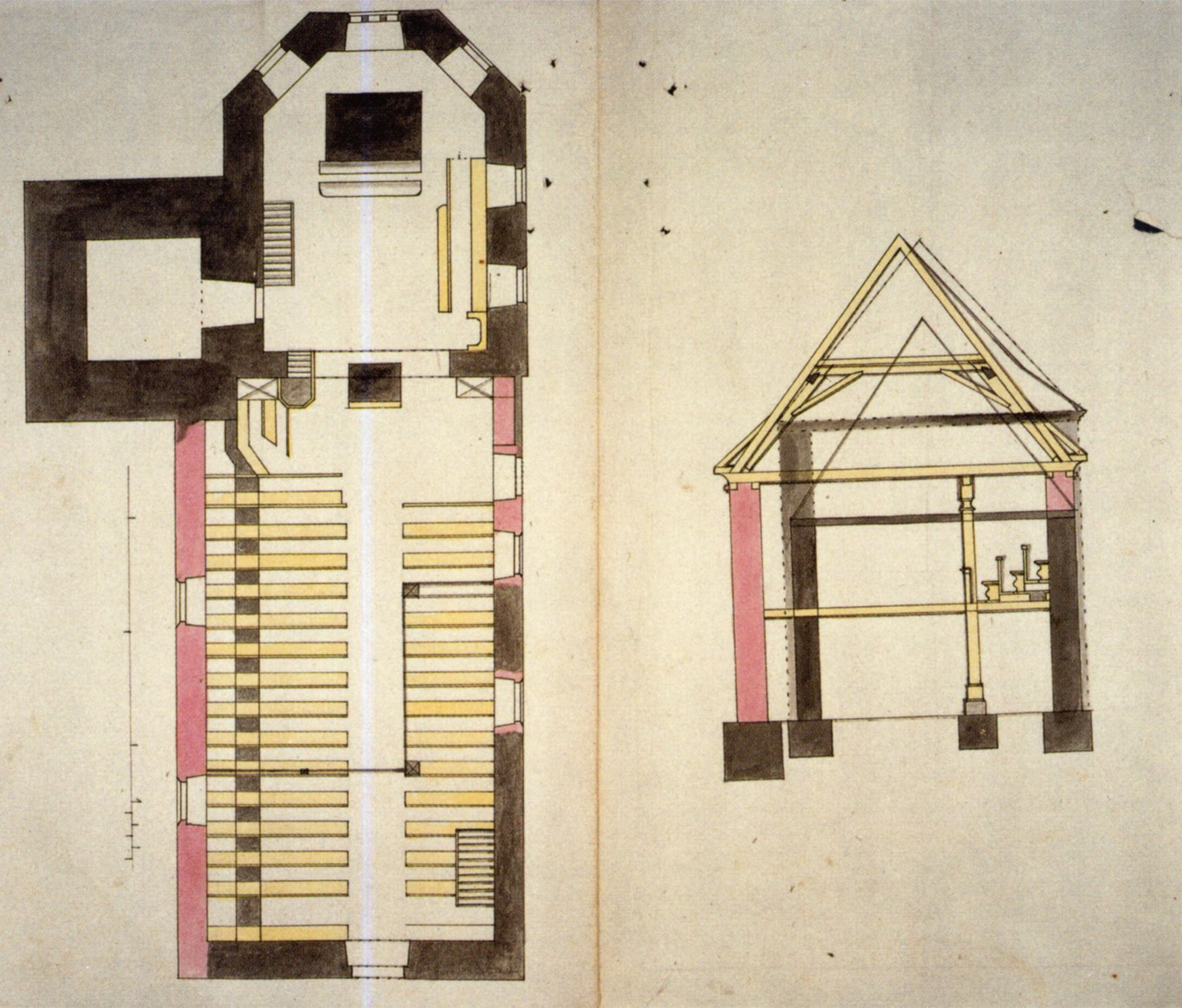
Grundriss und Querschnitt nach Johann Heinrich Arnold

Aus gotischer Zeit sind Chor und Turm erhalten. 1711 fanden Pfarrer und Vogt den „Kirchen-Tempel in einem sehr elenden Zustand, in dem es fort und fort regnet“. 1741 wurde das Schiff abgerissen und, nach Nord etwas verbreitert, neu gebaut. Die Pläne entwarf der markgräfliche Werkmeister Johann Heinrich Arnold (1697–1770), die Ausführung übernahm der in Karlsruhe, Emmendingen und später Freiburg im Breisgau lebende Baumeister Anton Schrotz (1701–1762). Am 4. Februar 1741 wurde „dieser Tempel eingeweiht“. 1852 wurde der Friedhof von der Kirche weg an einen Platz nördlich des Dorfes verlegt. 1908 wurden bei einer Anstricherneuerung im Chor die gotischen Wandmalereien entdeckt und anschließend restauriert. 1985 wurde das von 1738 stammende Pfarrhaus durch ein neues „im Stil des Vorgängergebäudes“ ersetzt. 1973 und 1974 wurde der Chorraum restauriert, dabei die reliefgeschmückte hölzerne Kanzel entfernt. Eine Außenrenovierung erfolgte 1985 bis 1991, eine Innenrenovierung mit Einbau einer neuen Orgel 2001.

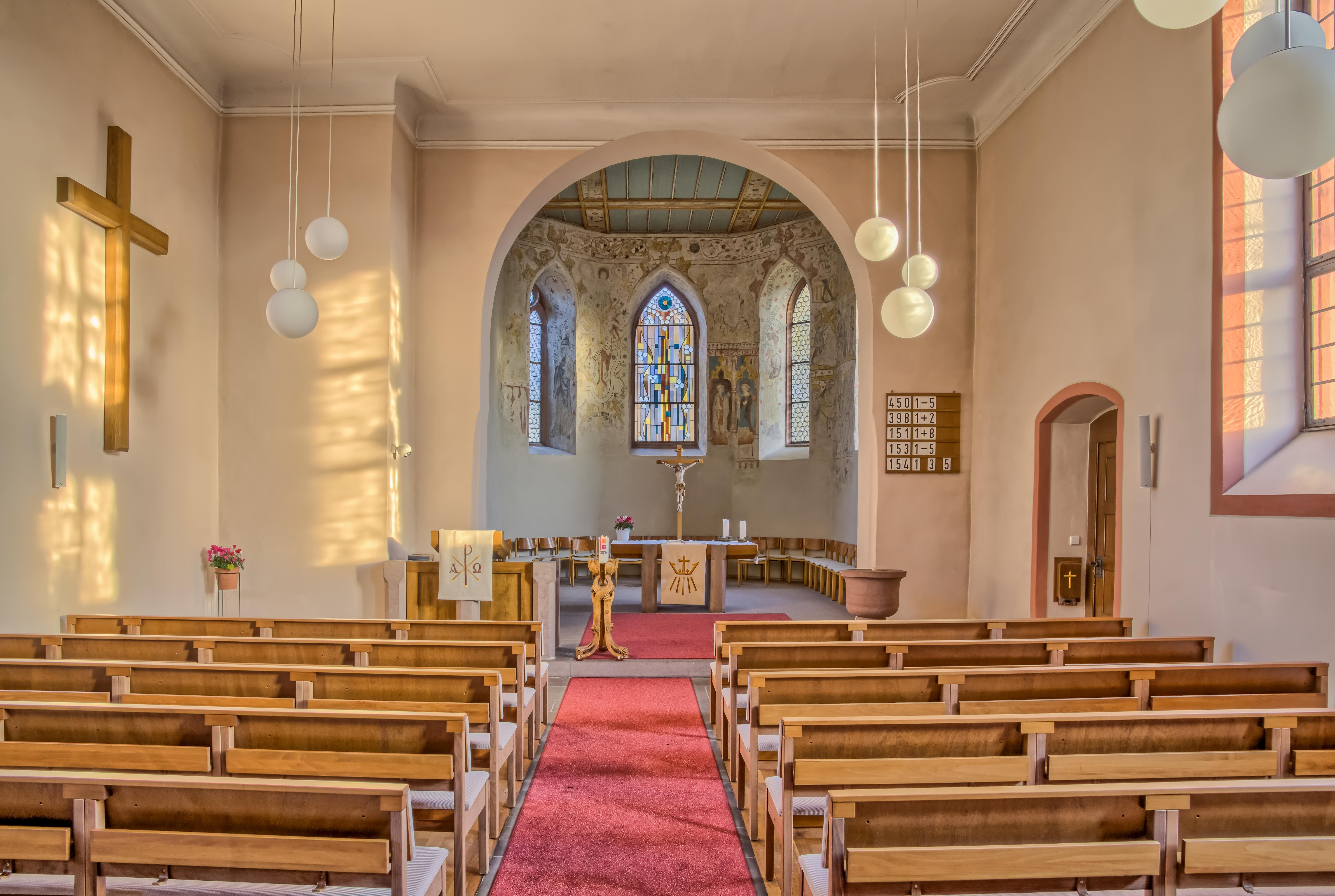
Blick Richtung Chor
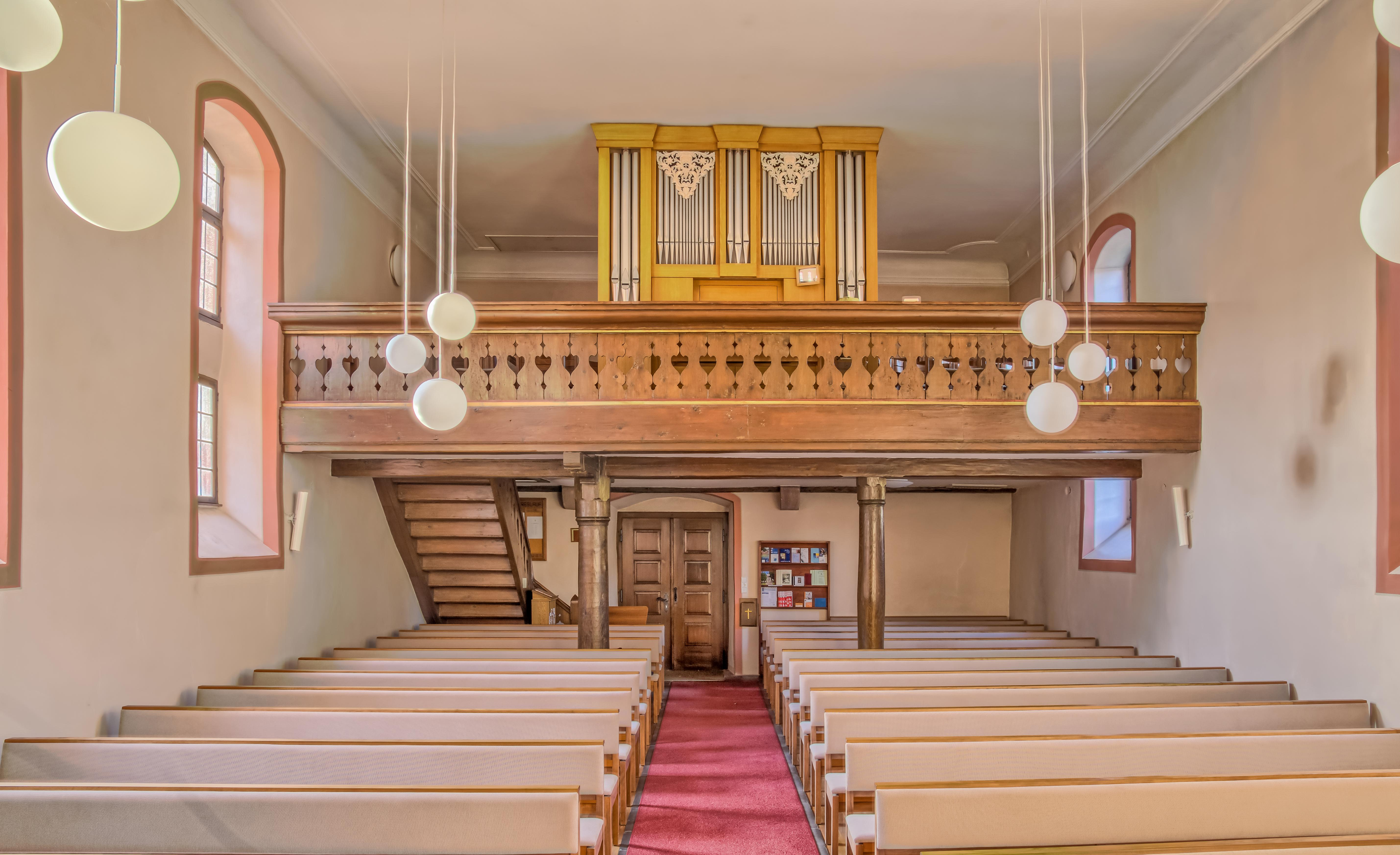
Blick Richtung Westeingang

## Gebäude
Auf einer Treppe und unter einem gemauerten Bogen zwischen dem Landgasthaus Steinbuck Stube und dem ehemaligen Rathaus hindurch gelangt man auf den erhöht gelegenen ehemaligen Friedhof mit der geosteten Kirche. Sie ist ein Saal mit polygonal geschlossenem Chor und an diesen nördlich anschließendem viergeschossigen Turm mit Satteldach. Das rechteckige Portal im Westen liegt der Norderweiterung des Schiffs wegen unsymmetrisch nach rechts verschoben. Die je zwei stichbogigen Fenster in der nördlichen und südlichen Schiffswand liegen sich nicht genau gegenüber. Der Turm besitzt im unteren Teil Schießschartenöffnungen, in der Glockenstube Spitzbogenfenster mit zweibahnigem Maßwerk. Bei den spitzbogigen Chorfenstern wurde bis auf eines das Maßwerk herausgebrochen.
Schiff und Chor sind innen flach gedeckt. Der Turm springt mit seiner Südwestkante ins Schiff ein. Der Triumphbogen ist zur Chorachse symmetrisch, vom Schiff gesehen aber wie der Westeingang unsymmetrisch nach rechts verschoben. Aus dem Chor führt eine Tür mit Eselsrücken in einen kreuzrippengewölbten Raum im Turm.

## Ausstattung

### Wandgemälde

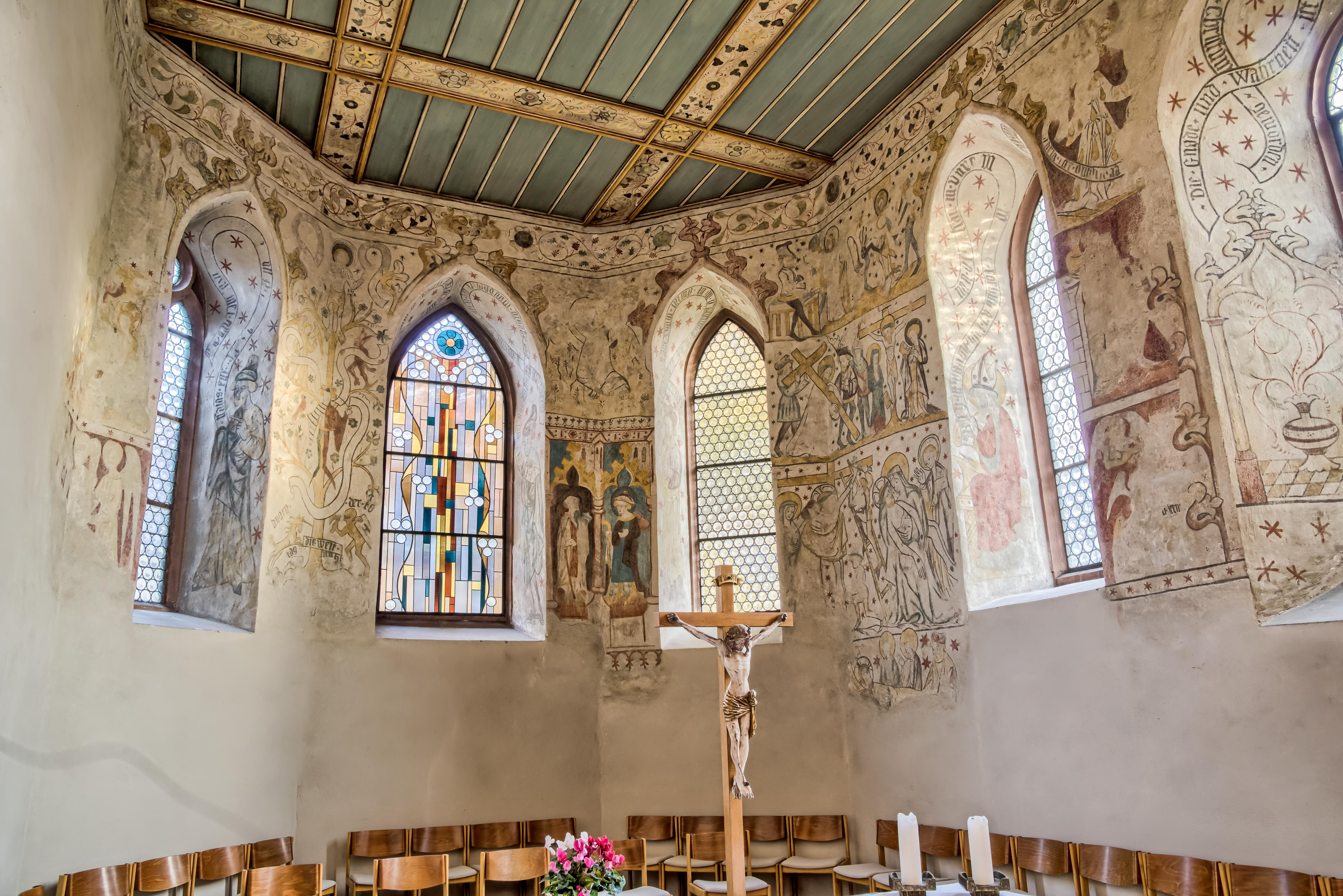
Gemälde im Chor

Die 1908 im gotischen Chor freigelegten Fresken sind der Hauptschmuck der schlichten Kirche. Joseph Sauer, von 1909 bis 1949 für die kirchliche Denkmalpflege in Baden zuständig, hat sie gleich nach ihrer Entdeckung ausführlich publiziert, so das Bild links vom Chorscheitelfenster:

„Hier ist <...> die merkwürdige Szene aus der im Mittelalter viel verbreiteten, aus Indien importierten, besonders in der griechisch-byzantinischen Kunst viel verwerteten Barlaam- und Josaphatlegende dargestellt. An einem Baume, der unten als die welt bezeichnet ist, nagen eine weiße (-tag) und eine schwarze (-nacht) Maus; von links springt dagegen ein Einhorn an, das als angest charakterisiert ist, von rechts naht mit einem Beil ein Ritter, über der Schulter den Kreuzschild tragend; von seiner Bezeichnung ist nur noch der Artikel der (wohl Tod) zu lesen. Es sind die Zeit, die Sorge und der Tod, die den Lebensbaum langsam aber sicher zu Fall bringen, indes der Mensch oben in den Zweigen den Genüssen nachhascht: es ist ein Jüngling, in dessen Locken ein Kranz geflochten ist. Sein Gewand hat modische Hängeärmel; die Rechte hält einen Falken, die Linke eine Schriftrolle, deren Inschrift aber verloren gegangen ist. Auf Seitenzweigen sitzen über ihm ein Engel und ein Teufel, über deren Rolle kein Zweifel sein kann, wenn auch das Schriftband beiderseits seinen Text verloren hat. Ganz zu oberst deutet noch Christus in der Haltung des Richters (Oberkörper unbekleidet und an den Händen die Wundmale tragend), nach dem Engel hinab. Das Motiv kommt im eigentlichen Mittelalter häufig vor (z. B. am Portal des Baptisteriums in Parma, an S. Isidoro zu Venedig, in zahlreichen Miniaturhandschriften); aus dieser Spätzeit ist mir aber kein anderes Beispiel bekannt. Noch verwunderlicher ist, wie ein derart streng literarischer Stoff auf das Land hinaus wandern konnte.“

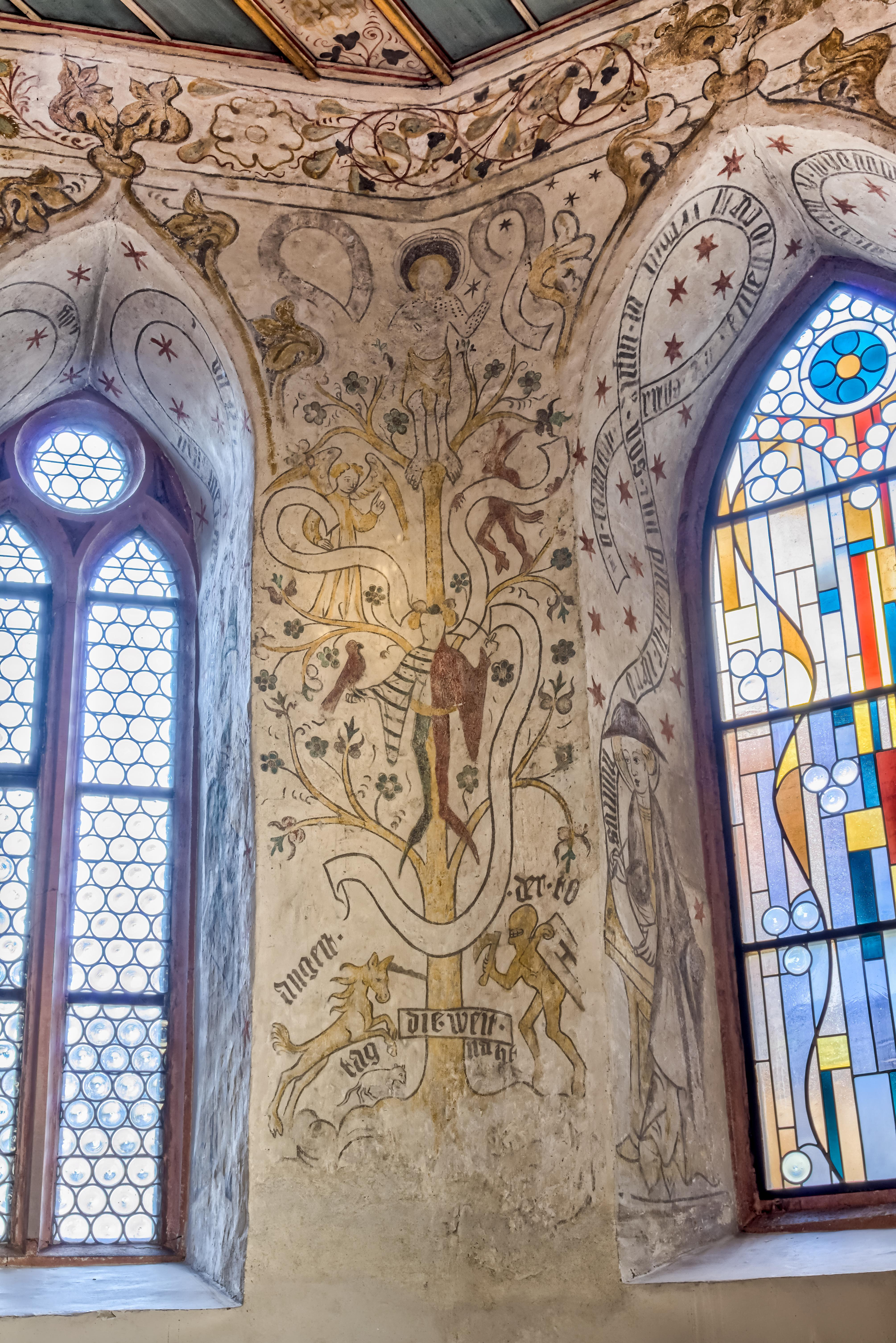
Lebensbaum; in der Fensterlaibung rechts Hieronymus

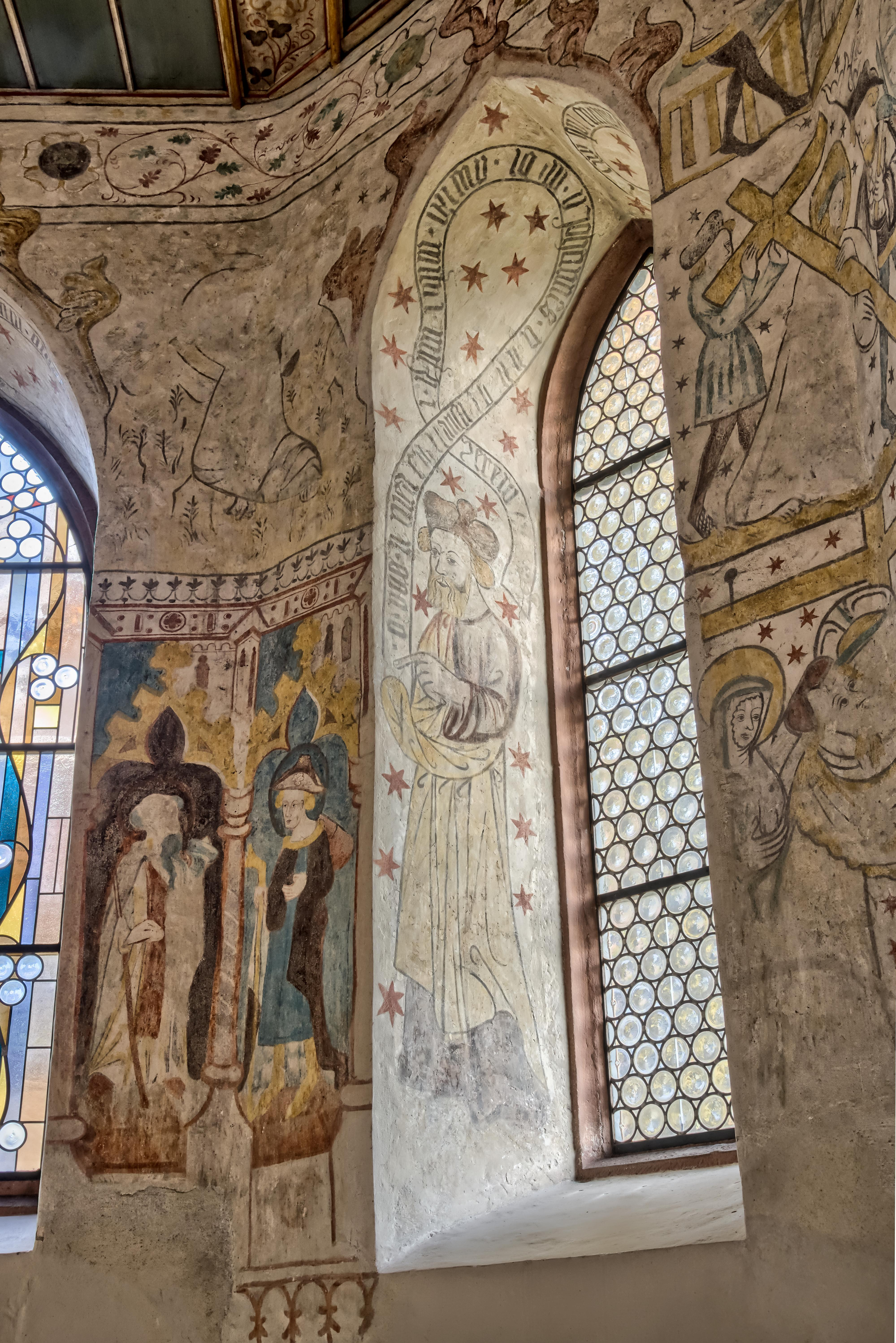
Jakobus der Ältere und (?) Laurentius; in der Fensterlaibung rechts Ezechiel

Das Lexikon der christlichen Ikonographie führt das Bischoffinger Gemälde als einziges Beispiel für ein Fresko mit einer Szene aus der Barlaam und Josaphat-Legende auf.
Links neben dem nordöstlichen Chorfenster (mit erhaltenem Maßwerk) sind Reste einer Verkündigung des Herrn, der Geburt Jesu und der Taufe im Jordan erhalten, gegenüber auf der Südseite Szenen der Passion. In den Laibungen der Fenster stehen sich jeweils ein alttestamentlicher Prophet – nach Hermann Brommer Jesaja, Daniel, Jeremia und Ezechiel – und ein Kirchenlehrer – nach Brommer Gregor der Große, Hieronymus, Augustinus von Hippo und Ambrosius von Mailand – gegenüber.
Aus späterer Zeit stammen zwei Heilige rechts vom Chorscheitelfenster, in Arkaden mit reichen Krabbenformen, nämlich Jakobus der Ältere mit muschelverziertem Pilgerhut, Wanderstab und Rucksack und vielleicht Laurentius von Rom, der Kirchenpatron.
Zum Stil schreibt Sauer, die Ausführung der Bilder sei recht flott, die Konturführung energisch. Die Köpfe, besonders der Einzelgestalten, seien außerordentlich ausdrucksvoll und lebendig, die Ranken und Bänder schwungvoll. Der Grund sei mit einfachen Sternen besät. Von hervorragender Kraft und Schönheit sei auch der Faltenwurf der Gewänder. Er gebe noch durchweg statt der späteren Knitterfalten die frühe Glockenfalte. Auch sonst finde man in den Typen Hinweise auf eine frühe Zeit, zwar nicht das 14., wohl aber die Mitte des 15. Jahrhunderts.

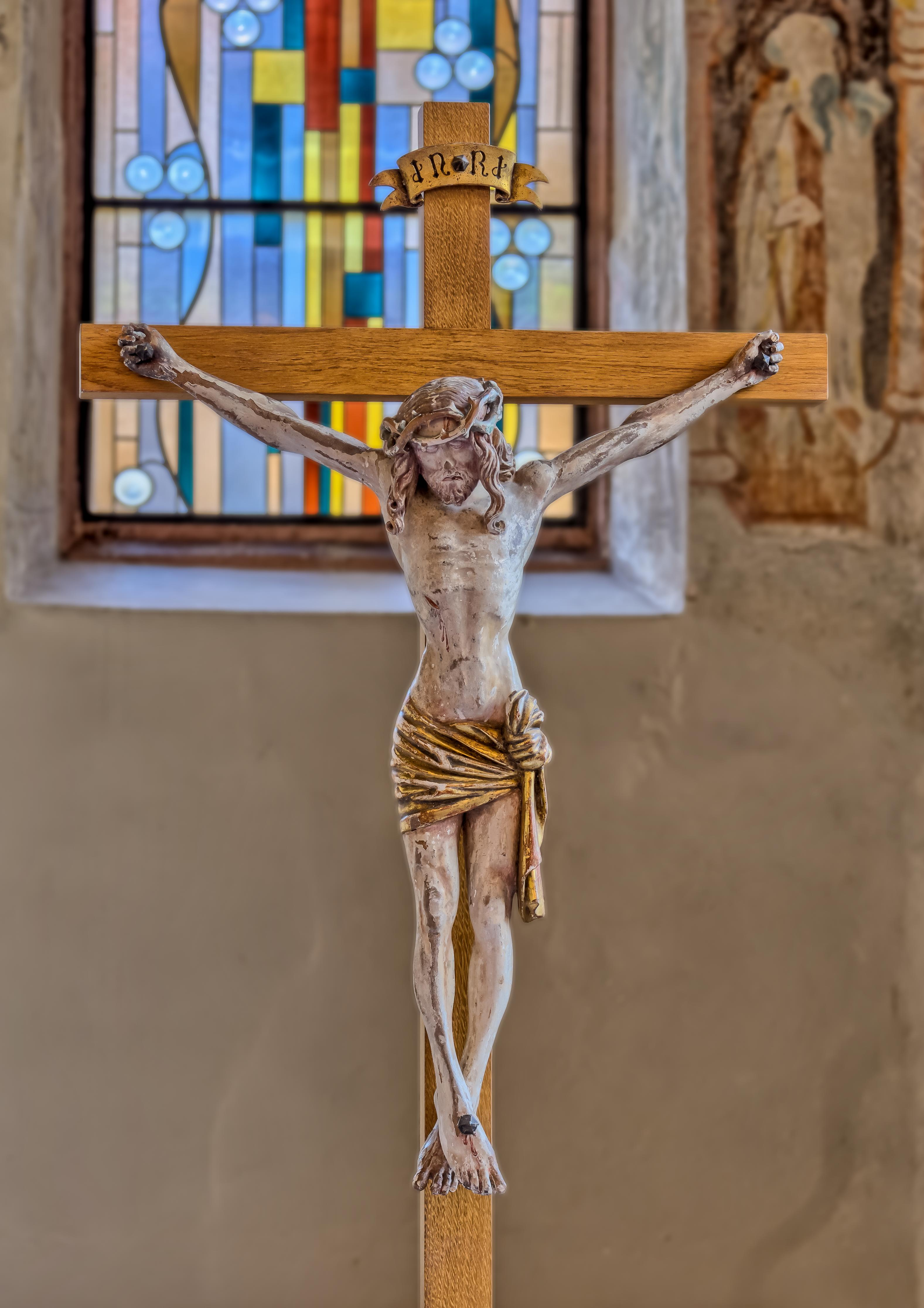
Gotisches Kruzifix

### Sonstige Ausstattung
Im Chorraum steht ein spätgotisches hölzernes Kruzifix. Den Taufstein meißelte 1741 Anton Schrotz. Das Glasgemälde des Chorscheitelfensters, 1908 gestiftet, die Begegnung Petri mit Jesus auf dem See Genezareth (Mt 14,28-31 ), wurde 1981 durch ein abstraktes Bild ersetzt und befindet sich jetzt in der Trauerhalle auf dem Friedhof.

### Orgel

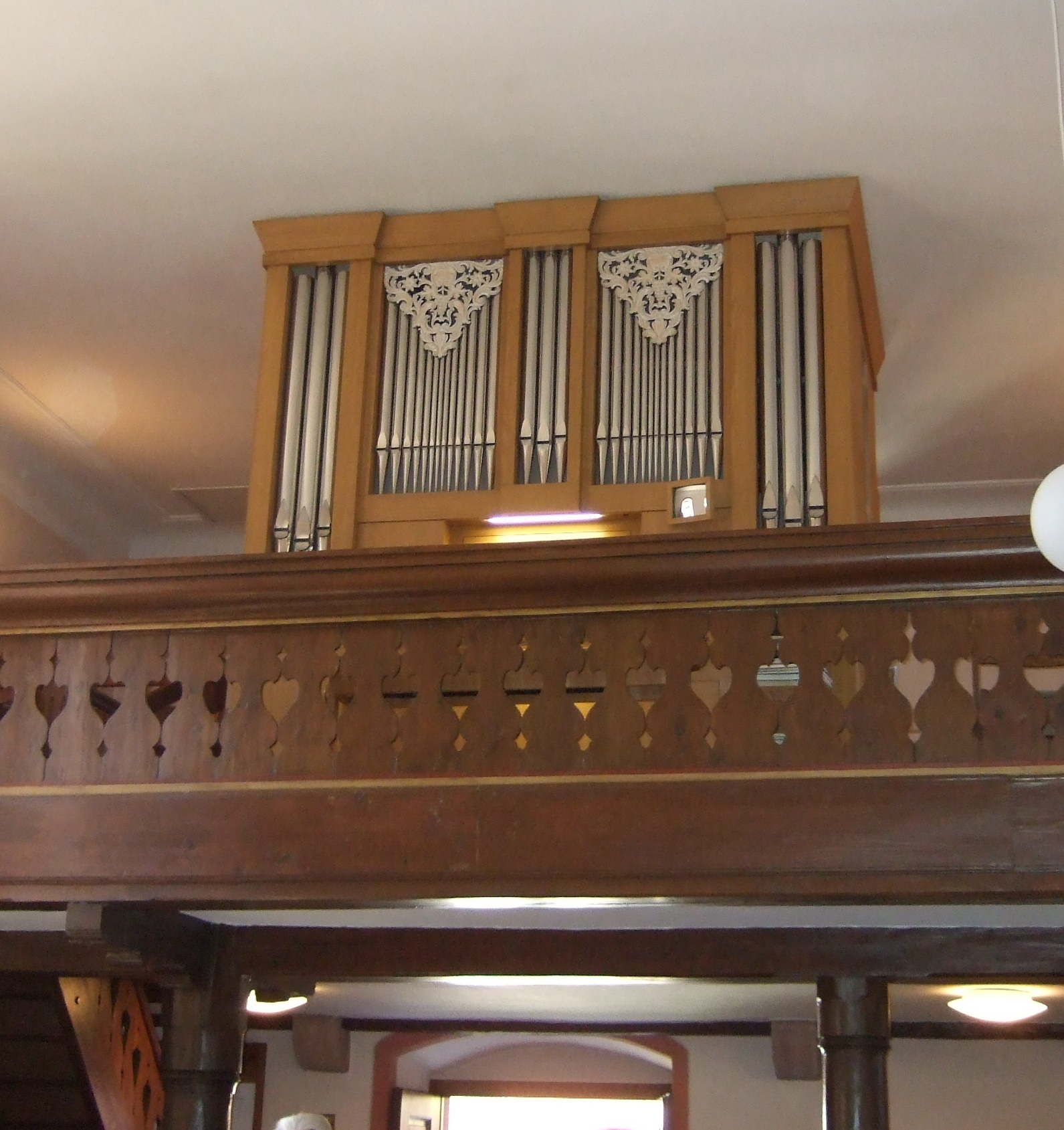
Blick auf die Orgel

Die Orgel von 2001 errichtete die Firma Waldkircher Orgelbau Jäger & Brommer. Das Werk ersetzt eine Welte-Orgel aus dem Jahr 1934, welche nach Köln-Weiden umgesetzt wurde. Die Disposition der neuen Orgel lautet:
| I Hauptwerk C–g3 |                        |    |
| 1.               | Prinzipal              | 8′ |
| 2.               | Gambe                  | 8′ |
| 3.               | Rohrflöte              | 8′ |
| 4.               | Oktave                 | 4′ |
| 5.               | Flöte                  | 4′ |
| 6.               | Mixtur IV VZ Octave 2' | 2′ |
| 7.               | Trompete               | 8′ |

| II Brustwerk C–g3 |            |        |
| 8.                | Gedackt    | 8′     |
| 9.                | Salicional | 8′     |
| 10.               | Rohrflöte  | 4′     |
| 11.               | Doublette  | 2′     |
| 12.               | Nazard     | 2 ⁄3′  |
| 13.               | Terz       | 1 3⁄5′ |

| Pedalwerk C–f1 |            |     |
| 14.            | Subbass    | 16′ |
| 15.            | Oktavbass  | 8′  |
| 16.            | Choralbass | 4′  |